# Galhoek
Galhoek of De Galhoek (Fries: Galhoeke) is een voormalige buurtschap in de gemeente Smallingerland, in de Nederlandse provincie Friesland. De buurtschap lag op de plaats van het huidige dorp Kortehemmen, rond de T-splitsing van de gelijknamige straat met de Sânbuorren. 
De naam van de buurtschap kwam pas in het midden van de 19e eeuw op kaarten voor. Het deel hoek(e) in de plaatsnaam wijst naar een perceel. Gal kan verwijzen naar de plantennaam gagel (in het Fries Galjes), maar kan ook duiden op een algemene naam die gebruikt wordt voor kleine struiken. Een tweede mogelijkheid is dat het vernoemd is naar het water de Galle. Er is echter geen water met de naam Galle bekend. Ook is er wel eens geopperd dat hier een 'galg' zou hebben gestaan, maar hiervoor bestaat geen hard bewijs. Een laatste theorie is dat de plaatsnaam verwijst naar de vorm waarin de buurtschap is ontstaan, in de vorm van een galg.
In Galhoek heeft van 1893 tot 1966 een zuivelfabriek gestaan. De fabriek werd in 1904 een coöperatieve onderneming. Na de sluiting is het complex omgebouwd tot verschillende bedrijfsruimten en woningen.

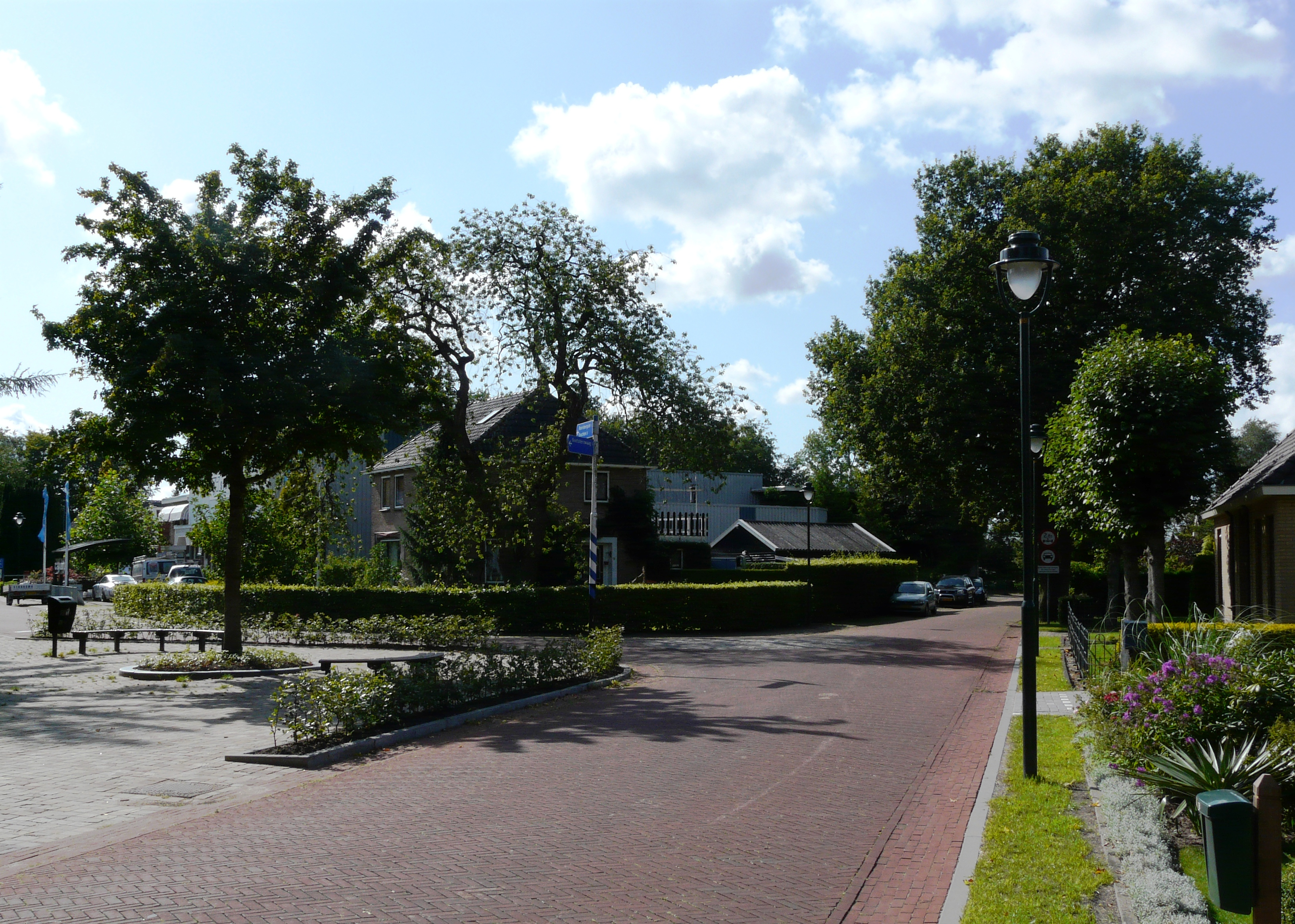
Galhoek